# ناحیه ون بورن، شهرستان براون، ایندیانا
ناحیه ون بورن، شهرستان براون، ایندیانا (به انگلیسی: Van Buren Township, Brown County, Indiana) یک سکونتگاه مسکونی در ایالات متحده آمریکا است که در شهرستان براون، ایندیانا واقع شده‌است.

## خصوصیات
ناحیه ون بورن ۲٬۰۰۸ نفر جمعیت دارد و ۲۱۱ متر بالاتر از سطح دریا واقع شده‌است.